# Puerto de Imabari

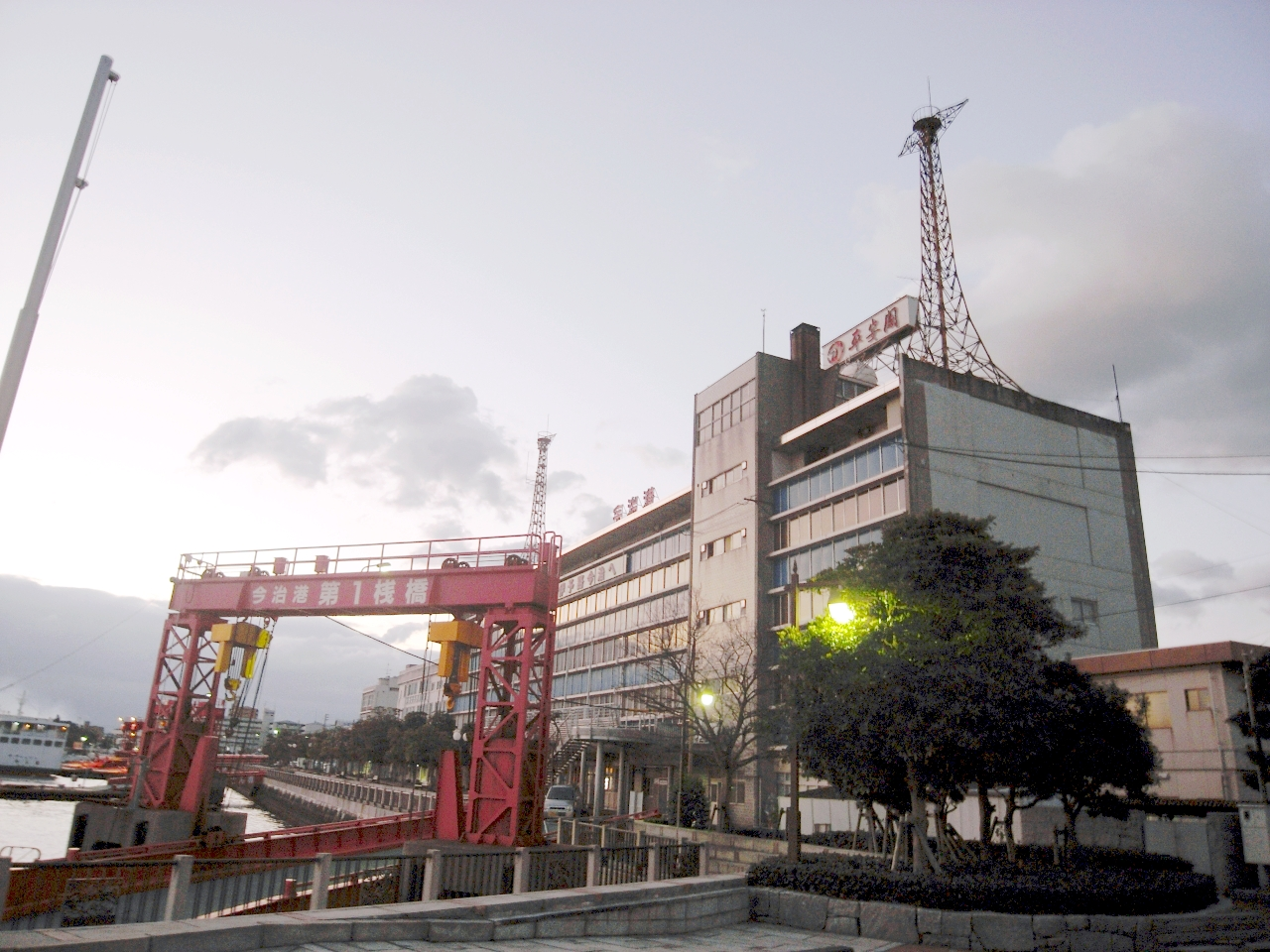
Puerto de Imabari

El Puerto de Imabari (今治港 Imabari-kō?) es un puerto que se encuentra en la Ciudad de Imabari de la Prefectura de Ehime. Está a cargo de la Ciudad de Imabari.

## Características
Fue declarado Puerto de Importancia (重要港湾 Jūyōkōwan?) por el Gobierno de Japón. 
Se encuentra situado al este de la Península de Takanawa de la Isla de Shikoku, siendo parte de la ruta marítima principal que comunica las regiones de Kyushu y Kansai.
La propia Ciudad de Imabari se desarrolló desde tiempos remotos como una ciudad puerto. 
En su momento la comunicación marítima fue una de las prioridades del Gobierno de Japón, por lo que contaba con servicios hacia los puertos de Mihara (三原港 Mihara-kō?), Onomichi (尾道港 Onomichi-kō?) y varias islas del Mar Interior de Seto. Pero tras la inauguración de la Autovía de Nishiseto, muchos de los servicios se vieron afectados con la reducción de la frecuencia, e incluso algunos fueron suprimidos.

## Complejo portuario
El puerto consta de cuatro distritos.

### Distrito Imabari
El Distrito Imabari (今治地区 Imabari-chiku?) es el distrito más antiguo y el principal. Cuenta con una terminal de pasajeros.

### Distrito Zoshiki
El Distrito Zōshiki (蔵敷地区 Zōshiki-chiku?) es en realidad una ampliación del Distrito de Imabari. Fue construida en el año 1970 para mejorar el funcionamiento del Puerto de Imabari y cuenta con una terminal de cargas.

### Distrito Toryu
El Distrito Toryu (鳥生地区 Toryū-chiku?) se extiende a ambos márgenes de la desembocadura del Río Soja (蒼社川 Sōja-gawa?), hacia el sur del Distrito Zoshiki. Es una terminal de cargas.

### Distrito Tomita
El Distrito Tomita (富田地区 Tomita-chiku?) fue construido en el año 1995 sobre terrenos ganados al mar al sur del Distrito Toryu. Es el distrito más nuevo y cuenta con una terminal de cargas internacional. Debido a que este distrito linda con Odagahama (織田が浜?), una reserva natural, hubo presentaciones judiciales para impedir su construcción.